# 清武家廟垂裕堂

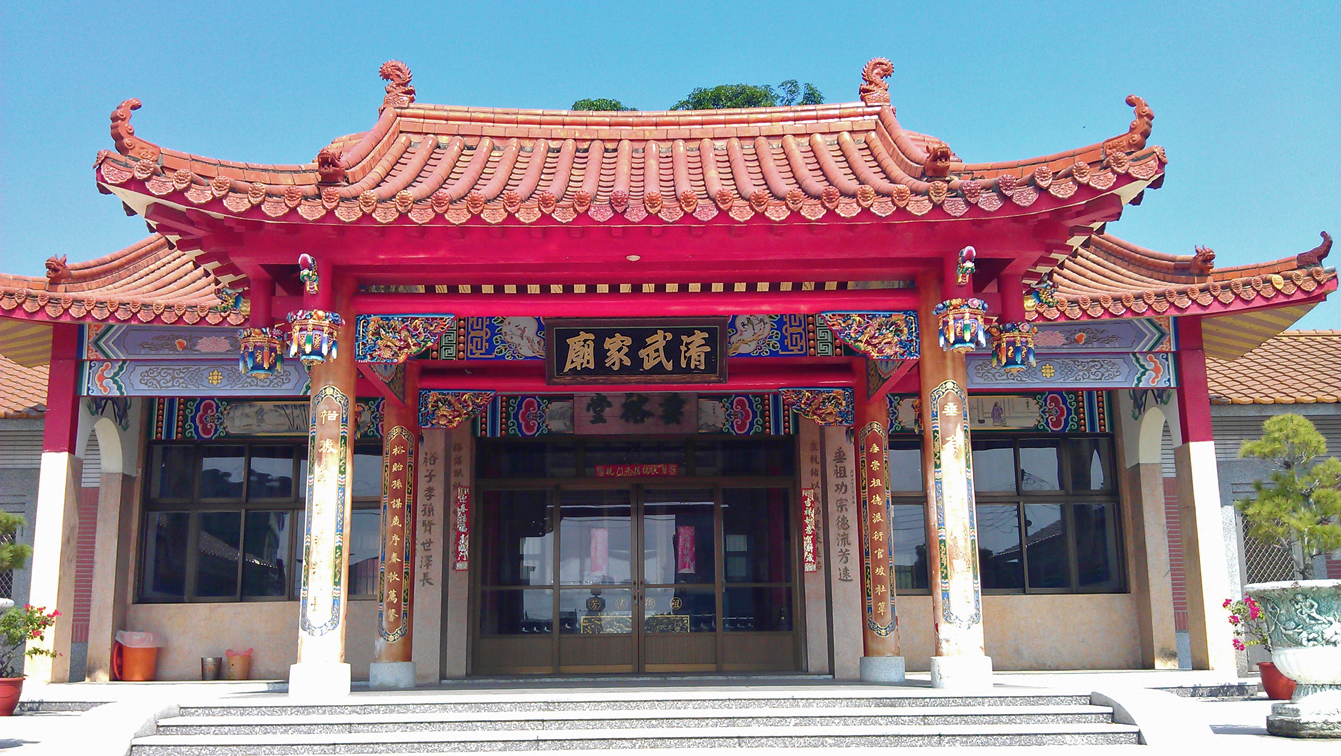
港尾（永興庄）雙廖清武家廟全景。

清武家廟垂裕堂位於臺中市西屯區港尾里清武巷33號，原先是廖朝孔後裔居住的三合院祖厝，現在為清武家廟（垂裕堂）是紀念廖朝孔和歷代張廖祖先的地方，廖朝孔為張廖家族十二世祖。廖朝孔（1678年-1736年）是清康熙、雍正年間的大墾首，福建漳州府詔安縣官陂鎮客家人，清康熙四十年（1701年）當時二十四歲就渡海來臺灣墾於雲林二崙，後應張達京之邀北上為組「六館業戶」，合鑿「葫蘆墩圳」，合墾於貓霧拺之野，當時以廖朝孔為墾首之持有地分布在永興庄一帶﹝即今西屯區港尾里﹞，廖朝孔後來成為開發西屯港尾地區的重要人物。

西屯區港尾里地區開基祖廖朝孔歷代祖先牌位之全景。

## 參見

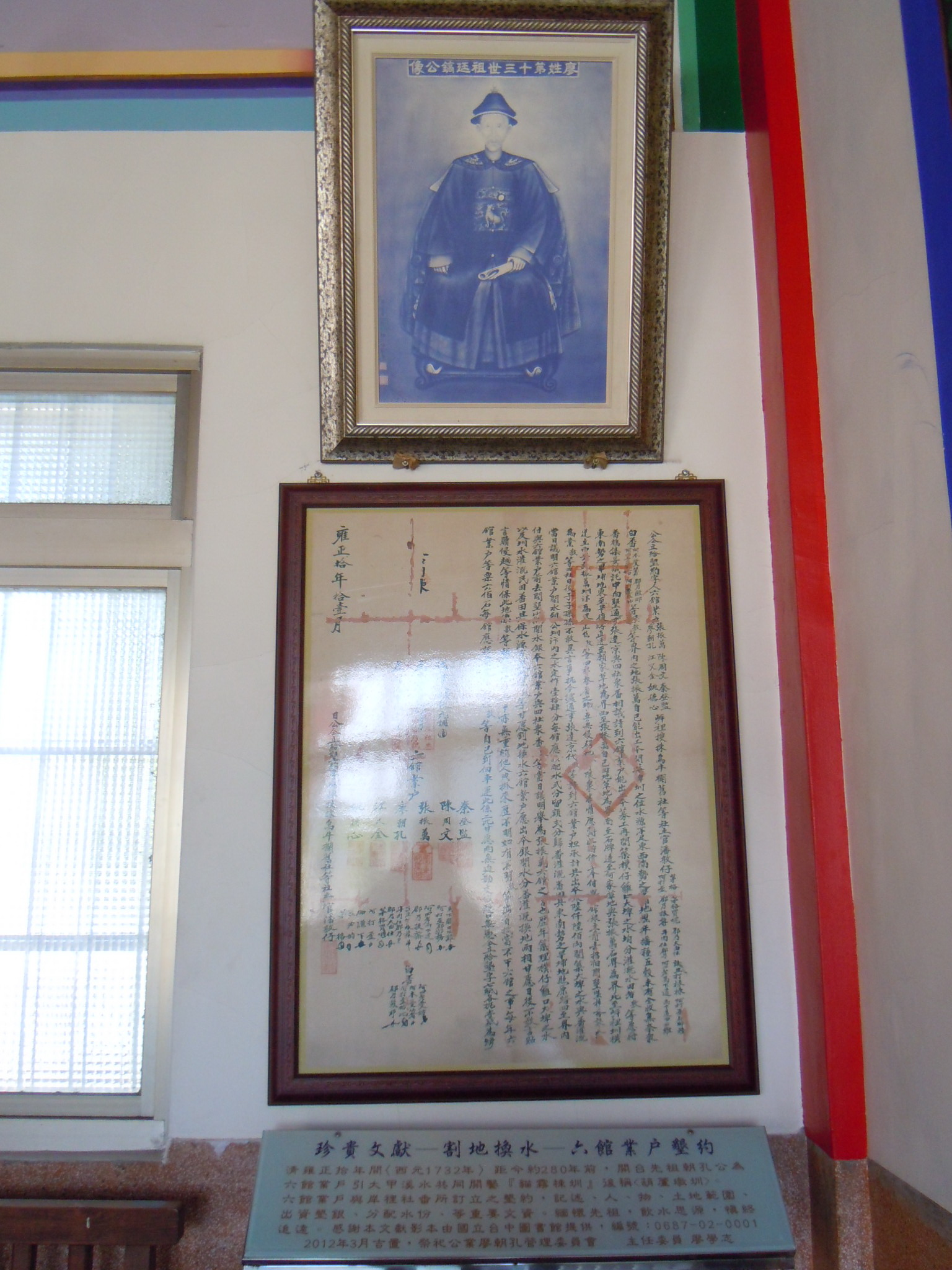
港尾里地區開基祖廖朝孔之長子廖廷鎬為監生。

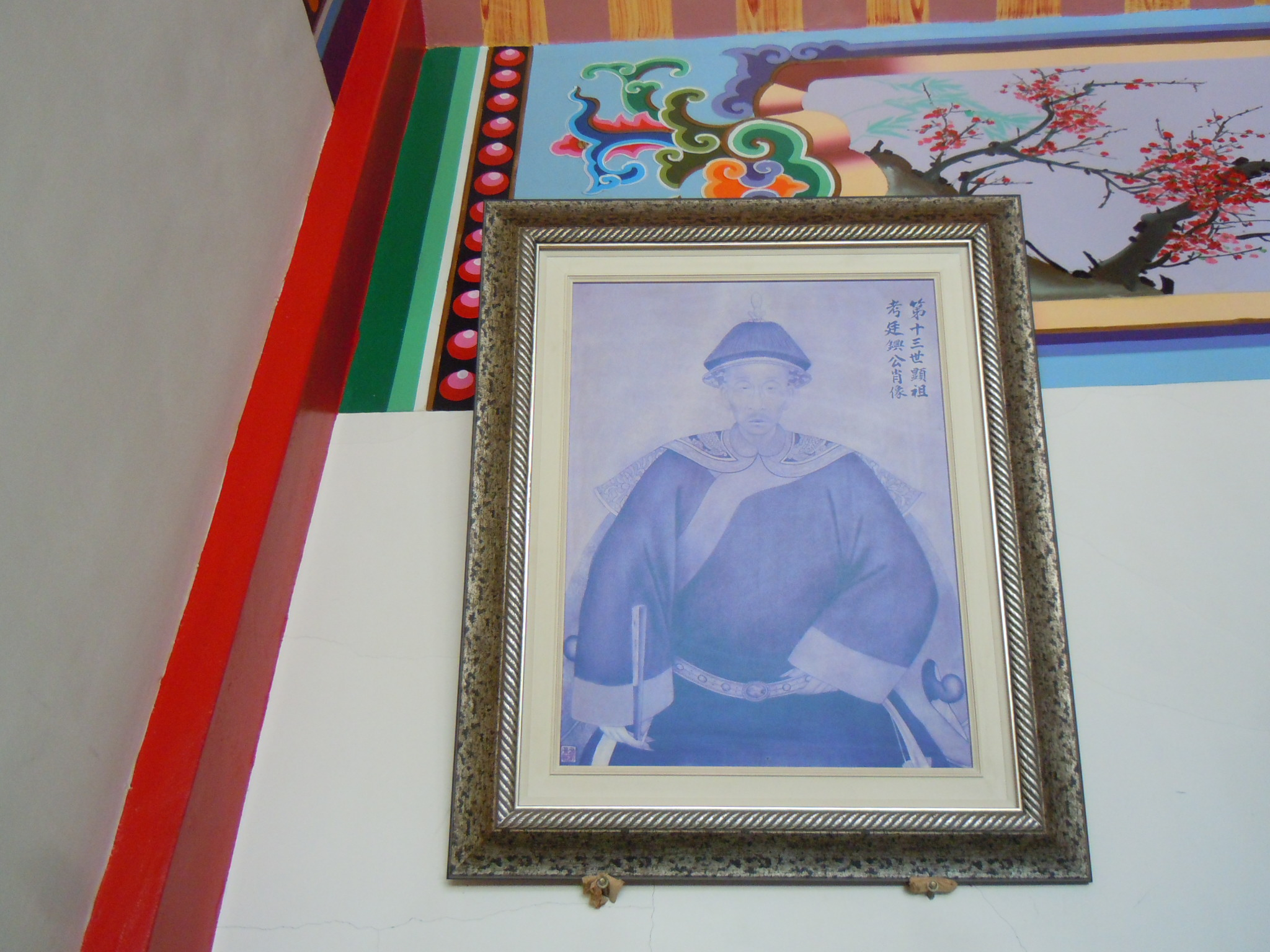
港尾里地區開基祖廖朝孔之次子廖廷金興。

## 外部連結
- 家廟祭祀行為與建築空間關係初探——以臺中市家廟為例[永久], 國立雲林科技大學
- 西螺七欠發展之研究[永久], 國立雲林科技大學
- 雲林二崙鄉土傳奇 （页面存档备份，存于）
- 來台祖冥誕 張廖家族祭典隆重 （页面存档备份，存于）, 客家電視台
- 港尾廖氏的過去、現在與未來
- 張廖姓族親厚福派淵源宗親網
- 張廖家廟
- 崇遠堂官方網站 （页面存档备份，存于）